# Kerk van Højst
De Kerk van Højst (Deens: Højst Kirke) is de lutherse parochiekerk van de plaats Højst in de gemeente Tønder, Denemarken.

## Beschrijving
Aan het goed bewaarde romaanse bakstenen kerkschip werd later een gotische toren en een portaal uit 1750 toegevoegd. Het romaanse schip wordt versierd met friezen aan de bovenkant. Het portaal heeft een barokke gevel en kreeg een fraaie omlijsting van de toegang. Van het koor en het schip zijn de gotische ribben van de gewelven versierd met fresco’s uit 1501. Ten noorden en zuiden van de triomfboog bleven nissen bewaard. In 1852 werd ook de apsis van een gewelf voorzien.
In 1973 stelde men uit bodemonderzoek onder vloer vast dat aan de huidige kerk een houten kerk vooraf is gegaan.

## Interieur
Het altaar van de kerk stamt uit circa 1500. Het toont in het midden de Golgotha-scène en in de vleugels de elf discipelen en de apostel Paulus. De kuif op het altaar met een centrale medaillon met daarin de beeltenis van Christus betreft een toevoeging uit 1702.
De renaissance preekstoel vertegenwoordigt het zogenaamde Tønder-type. Ze werd in 1603 gebouwd en in 1694 geschilderd. In de kuipvelden worden de volgende scènes weergegeven: de geboorte van Jezus, Jezus’ doop, de Kruisiging, de Verrijzenis en het Jongste Gericht.
Aan de rechterkant van de koorboog hangt een altaarbeeld van een Madonna op maansikkel. De kast waarin het beeld zich bevindt is oorspronkelijk een onderdeel van het aan Nicolaas gewijde altaar, dat vroeger stond aan de zuidelijke koorboog op de plaats waar nu de trap van de preekstoel loopt. Het verloren gegane altaar van het Mariabeeld stond op de plaats waar ze nu staat.
Aan de noordelijke muur van de kerk hangt een kruisigingsgroep. De beelden bevonden zich oorspronkelijk in de koorboog tussen het schip en het koor.
Het doopvont is romaans en stamt misschien zelfs nog uit de houten voorganger van de kerk. De tinnen doopschaal is van 1930. In het koor hangt een gedenkplaat van Maarten Luther (dat vroeger hing op de plaats waar nu het beeld van Maria hangt).

## Klokken
In de toren bevinden zich twee klokken uit 1752 respectievelijk 1922. De grote klok uit 1752 verving een oudere klok, die scheurde tijdens het rouwluiden voor koningin Sophia Amalia op 20 februari 1685. In 1752 werden twee nieuwe klokken opgehangen, maar één daarvan ging in de Eerste Wereldoorlog verloren om te worden omgegoten in wapenmaterieel. In 1922 werd deze klok vervangen door een klok van Smitske uit Aalborg.

## Orgel
Het orgel werd in 1997 gebouwd door P.G. Andersen en Bruhn. Het heeft 14 registers verdeeld over twee manualen.